# Alstom Transport Deutschland
Die Alstom Transport Deutschland GmbH (vormals Linke-Hofmann-Busch GmbH (LHB)) ist ein zum französischen Alstom-Konzern gehörender Hersteller von Schienenfahrzeugen.

## Geschichte bis 1918

### 1834 bis 1867, Gottfried Linke
Der am 18. Dezember 1792 in Baudiß (Kreis Neumarkt) in Schlesien geborene Gottfried Linke übernahm 1834 die väterliche Stellmacherei in Breslau, Büttnerstraße 32. 1839 gründete er die Wagenbauanstalt Gottfried Linke. Sie erhielt einen ersten Großauftrag über 100 offene Güterwaggons von der Oberschlesischen Eisenbahn. 1858 wurden die Werkstätten in die Striegauer Chaussee am Stadtrand Breslaus verlegt.

### 1867 bis 1871, Linkes Söhne

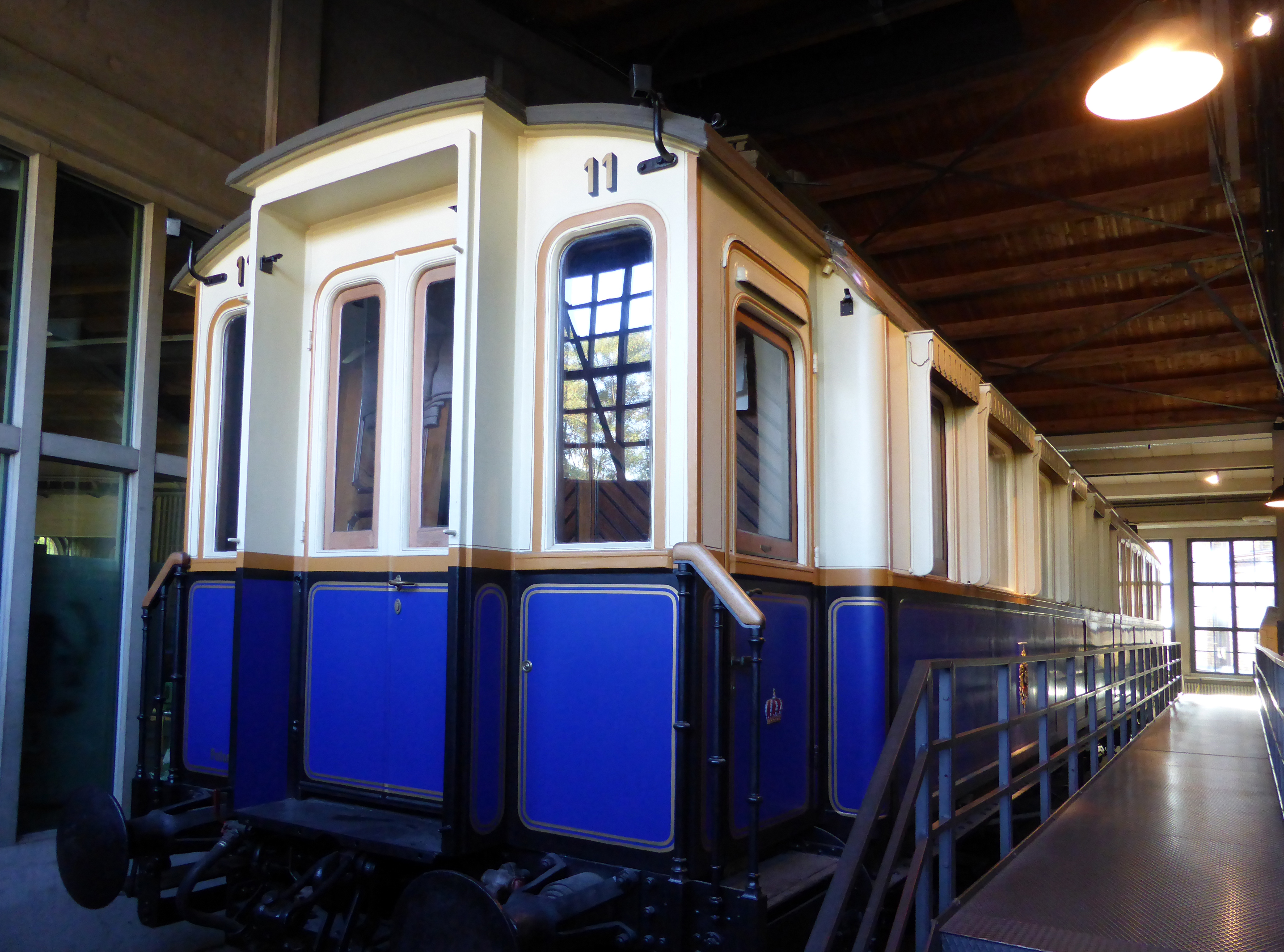
Hofzug Kaiser Wilhelms II., 1888

Nach dem Tod Gottfried Linkes am 28. Februar 1867 führten die Söhne das väterliche Unternehmen als Kapitalgesellschaft unter dem Namen G. Linkes Söhne, Waggonfabrik, Breslau fort. Der Betrieb wuchs schnell. Nach dem Krieg 1870/71 wurde die Firma 1871 in eine Aktiengesellschaft mit dem Namen Breslauer Actien-Gesellschaft für Eisenbahn-Wagenbau umgewandelt. Dazu übernahm die AG die Fabrikanlagen von Linke an der Striegauer Chaussee und erwarb zusätzlich ein Grundstück in Pöpelwitz bei Breslau. 

### 1871 bis 1900 Aktiengesellschaft

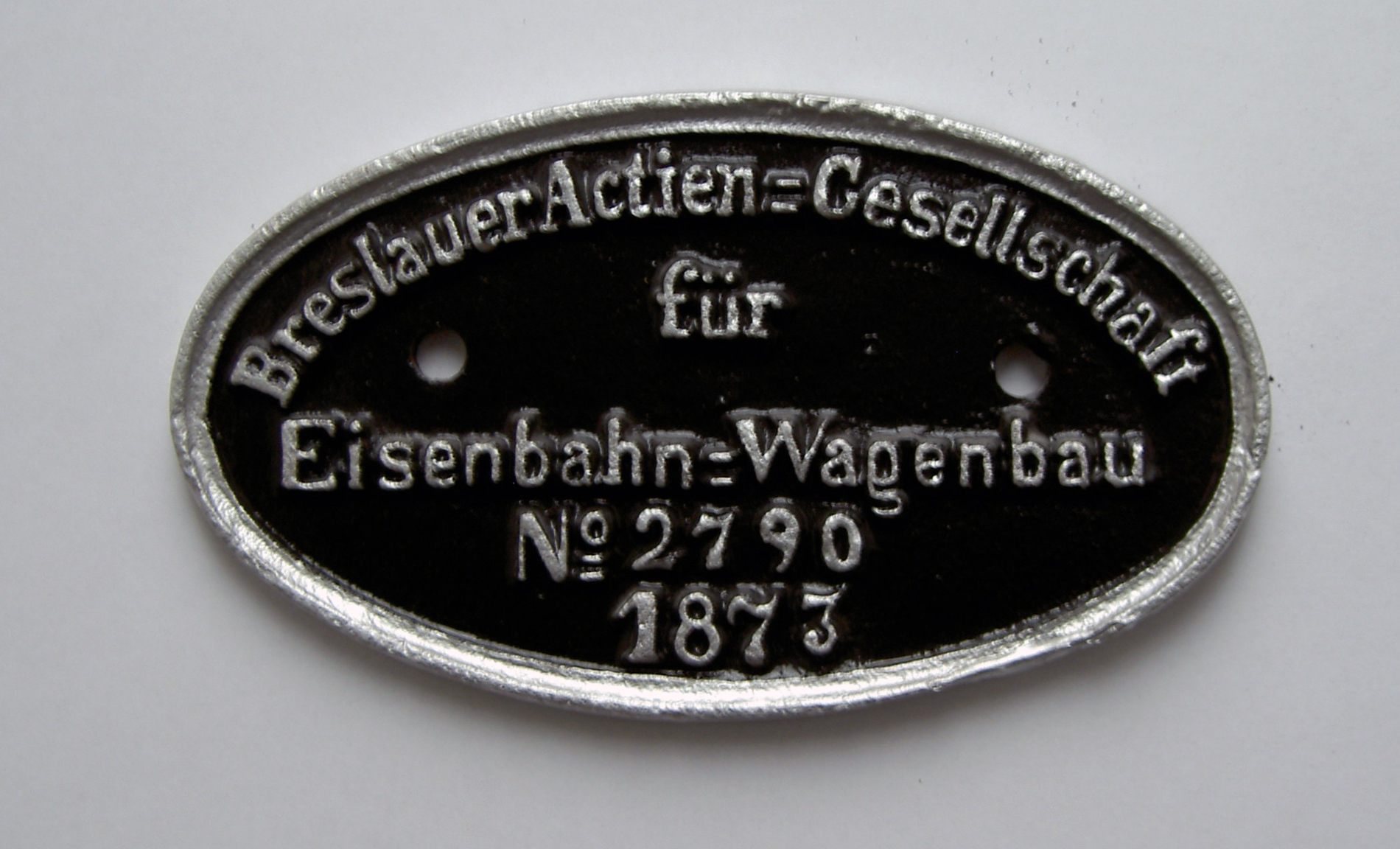
Fabrikschild von 1873

Während der Zeit als Breslauer Actien-Gesellschaft für Eisenbahnwagenbau verließ 1889 der 120.000. Waggon das Werksgelände in Breslau. Am 26. Mai 1897 übernahm die Breslauer Aktiengesellschaft (BAG) für Eisenbahnwagenbau die Maschinenbauanstalt Breslau GmbH vorm. G. H. von Ruffer. Diese war 1833 als Maschinenbauanstalt G. H. von Ruffer in Breslau gegründet worden und hatte 1861 ihre erste Lokomotive an die Oberschlesische Eisenbahn geliefert. 1895 hatte sie umfirmiert und gleichzeitig den Grundstein einer neuen Fabrikanlage für Lok- und Maschinenbau in Mochbern bei Breslau gelegt. Diese wurde zur Abteilung für Lokomotiv- und Maschinenbau der neuen Gesellschaft.

### 1900 bis 1918, Expansion

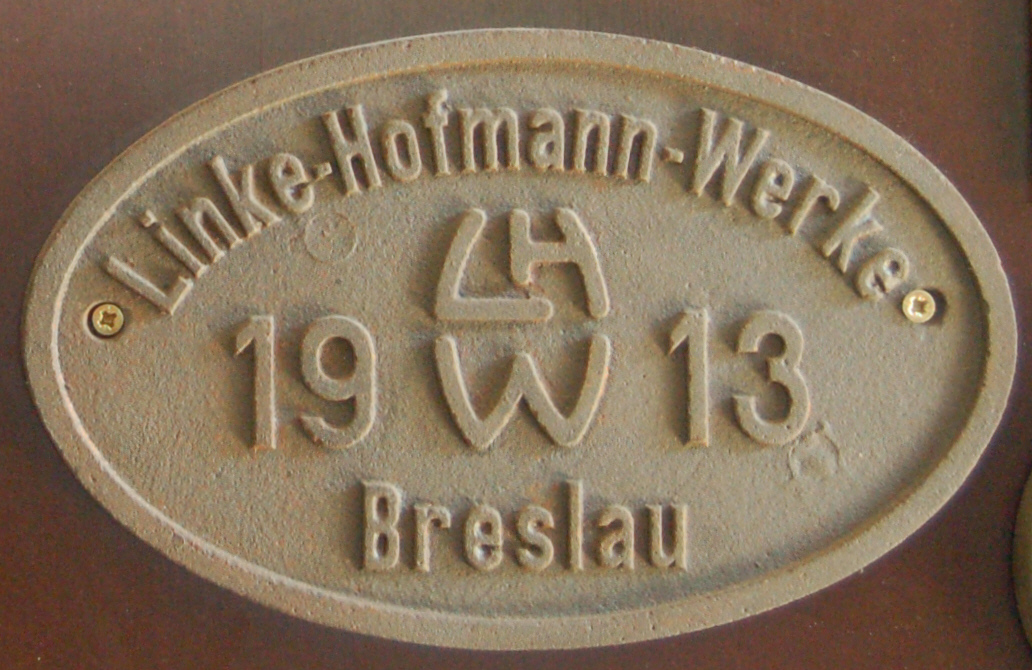
Typenschild mit dem Logo der Linke-Hofmann-Werke aus dem Jahr 1913

Ab 1900 begann der Lokomotivbau in den neuen Werkstätten, nach und nach wurden bis 1920 die ehemals Rufferschen Werkstätten stillgelegt.
Die BAG für Eisenbahnwagenbau erhielt auf der Weltausstellung in Paris 1900 den Grand Prix. Am 9. April 1906 wurden die Abteilung Lokomotiv- und Maschinenbau und die Abteilung Waggonbau der Breslauer Akt. Ges. für Eisenbahnwagenbau verschmolzen. Der Unternehmensname (Firma) lautete nun Breslauer Aktiengesellschaft für Eisenbahnwagenbau und Maschinenbauanstalt. Dies sollte auch deutlich werden, indem die alte Wagenfabrik in der Striegauer Chaussee aufgegeben und der Waggonbau neben die neue Lok- und Maschinenfabrik in Mochbern bei Breslau verlegt wurde.
Auf der Weltausstellung in Mailand 1906 erhielt die Gesellschaft einen Preis. Zwei weitere Preise bekam die Gesellschaft 1910 auf der Internationalen Ausstellung für Eisenbahnbetrieb und Landtransportmittel in Buenos Aires und auf der Weltausstellung in Brüssel. Auf der internationalen Industrie- und Gewerbeausstellung in Turin gewann die Gesellschaft 1911 erneut einen Preis.
Das Unternehmen wuchs weiter: 1912 schloss es sich mit dem örtlichen Mitbewerber Waggonfabrik Gebr. Hofmann & Co. Aktiengesellschaft, Breslau zusammen. Diese war 1872 aus der 1856 gegründeten Eisenbahnwagenbauanstalt und Spritzenfabrik Gebr. Hofmann in Breslau hervorgegangen. Die Unternehmensbezeichnung lautete nun Linke-Hofmann-Werke mit dem Zusatz: Breslauer Aktiengesellschaft für Eisenbahnwagen, Lokomotiv- und Maschinenbau. Im selben Jahr wurde der Umzug der Wagenbauabteilung nach Mochbern abgeschlossen. Die Linke-Hofmann-Werke (LHW) erhielten 1912 die Königlich Preußische Goldene Staatsmedaille für gewerbliche Leistungen. 1917 wurde die Firma gekürzt auf Linke-Hofmann-Werke Aktiengesellschaft Breslau. Und noch ein Zusammenschluss im selben Jahr: Das im Jahre 1866 gegründete und seit 1888 unter Waggonfabrik Aktien-Gesellschaft vorm. P. Herbrand & Cie. in Köln-Ehrenfeld bekannte Unternehmen ging in der Linke-Hofmann-Werke Aktiengesellschaft auf. Im Ersten Weltkrieg versuchte sich das Unternehmen auf dem neuen Gebiet der Flugzeugentwicklung und schuf zwei Großflugzeugtypen für die deutsche Fliegertruppe – die Linke-Hofmann R.I und die R.II.

## 1919 bis zum Ende des Zweiten Weltkriegs

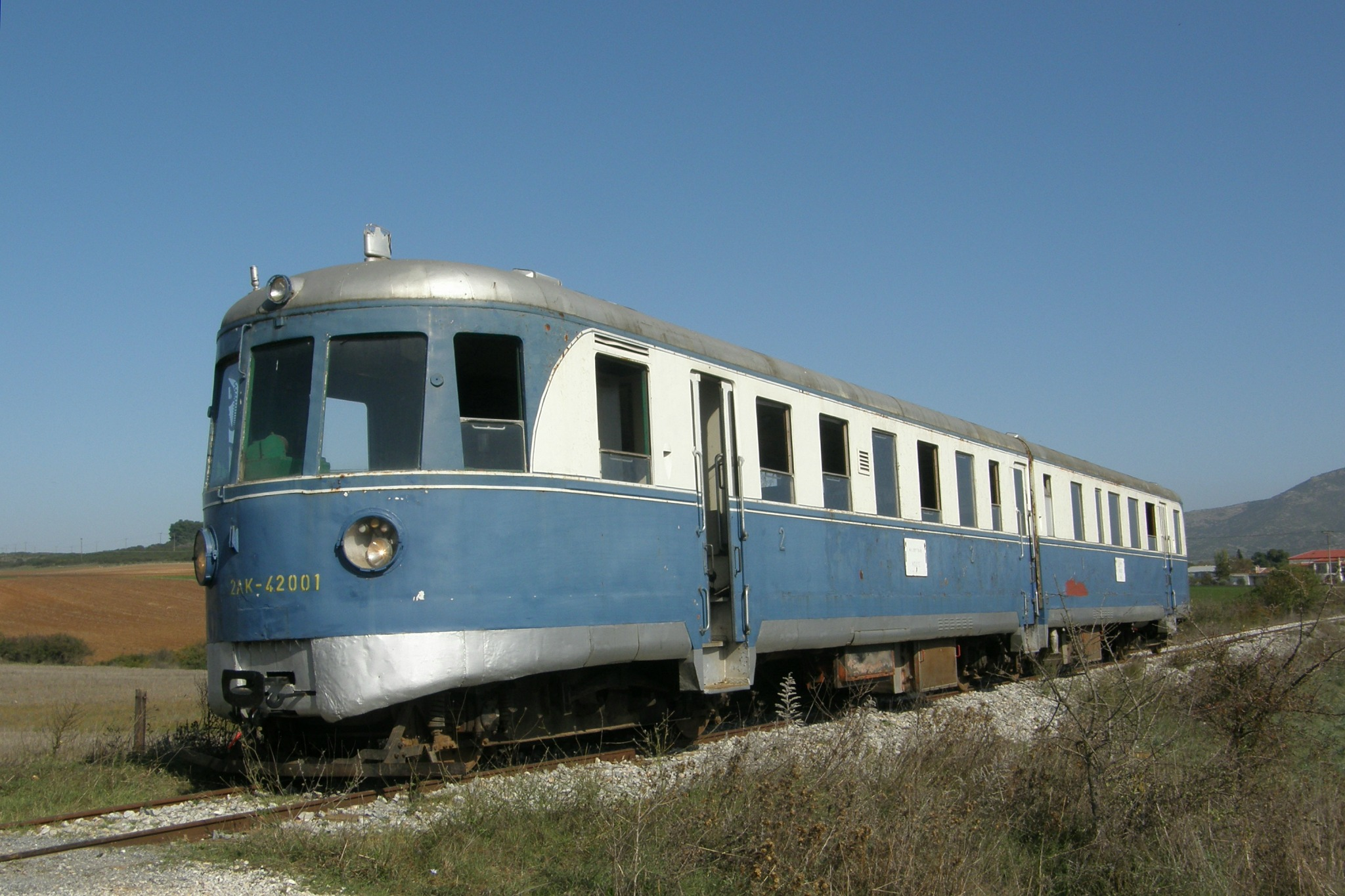
Triebwagen des Typs 4201, gebaut 1937 für die Bahn Athen–Peloponnes; im Einsatz bei der Thessalischen Museumseisenbahn

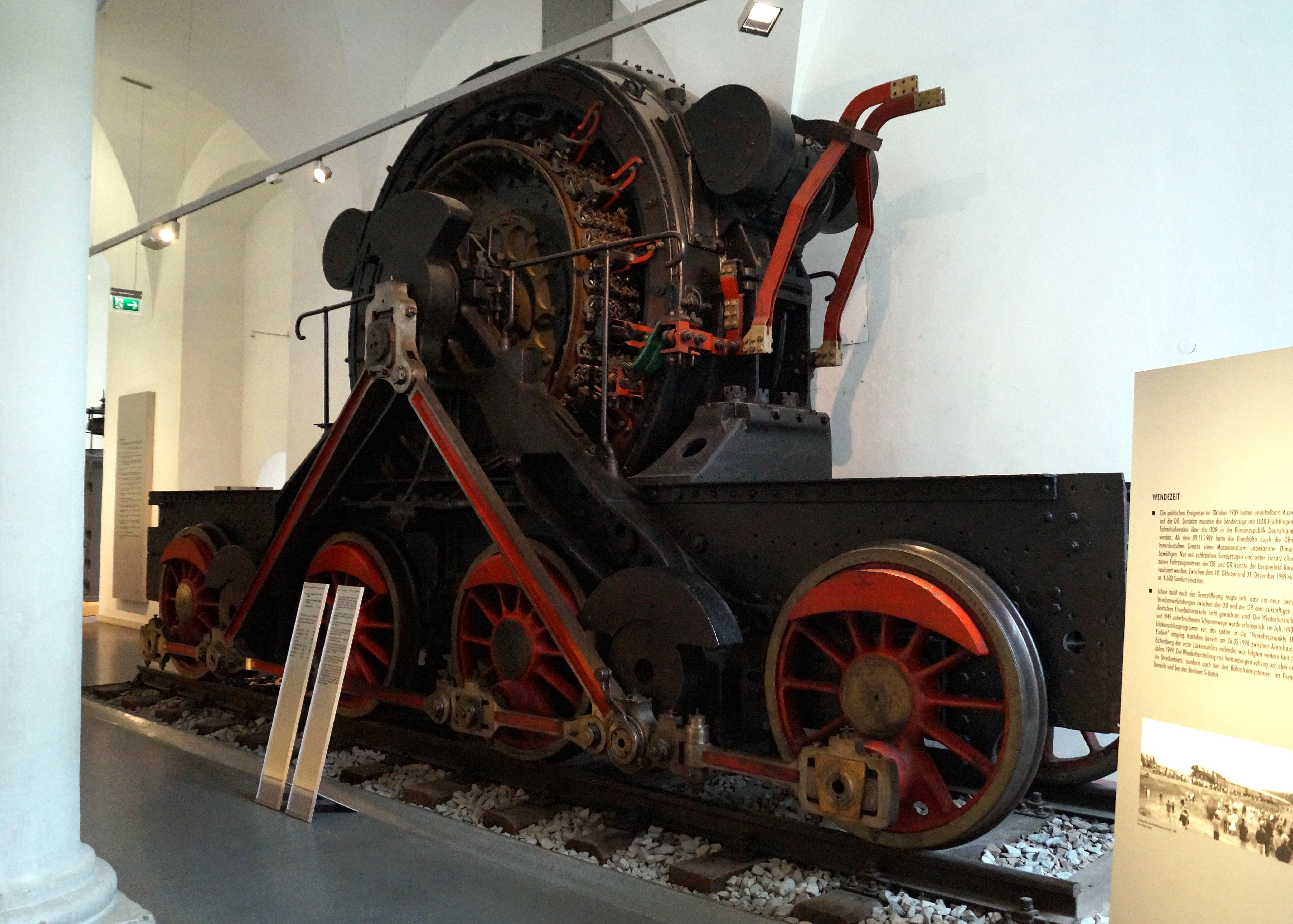
Torso einer elektr. Lokomotive für den Reisezugdienst EP 242 oder DR E 50.42, Bj. 1926 im Verkehrsmuseum Dresden

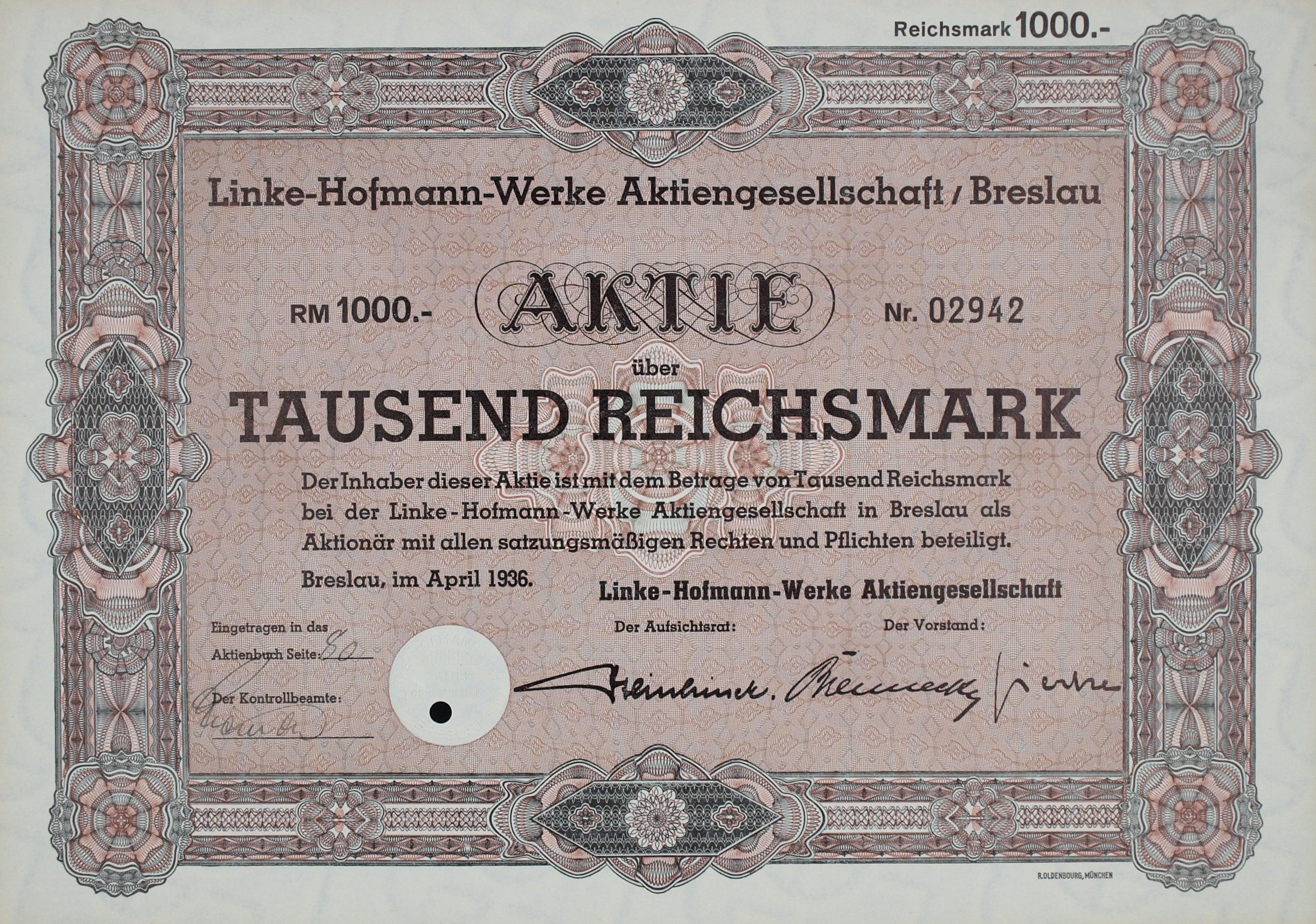
Aktie über 1000 RM der Linke-Hofmann-Werke AG vom April 1936

Die Expansion ging 1920 mit der Angliederung der im Jahre 1854 gegründeten Maschinenfabrik H. Füllner in Warmbrunn und dem Ankauf von 75 % der Aktien der im Jahre 1725 gegründeten Aktiengesellschaft Lauchhammer weiter. 1921 folgte die Angliederung der im Jahre 1862 gegründeten Waggonfabrik J. P. Gossens, Lochner & Co. in Brand bei Aachen. Die Aktiengesellschaft Lauchhammer wurde 1923 in die Linke-Hofmann-Werke eingegliedert, die zu Linke-Hofmann-Lauchhammer Aktiengesellschaft (L.H.L.) umfirmierten. Im selben Jahr wurde die in Mochbern in der Nähe des Unternehmensgeländes angesiedelte seit 1875 bestehende Archimedes Akt. Ges. für Stahl- und Eisenindustrie übernommen.
1926 gründete Linke-Hofmann-Lauchhammer zusammen mit der Vereinigte Stahlwerke AG die Mitteldeutsche Stahlwerke Akt.-Ges. in Riesa. Im selben Jahr schied Lauchhammer wieder aus, die geänderte Unternehmensbezeichnung lautete jetzt Linke-Hofmann-Werke Aktiengesellschaft in Breslau. Infolge der Weltwirtschaftskrise waren die Produktionskapazitäten nicht ausgelastet, so dass weitere Fusionen und Unternehmensaufkäufe folgten, um größere Quoten an der Produktion zu bekommen. Die Deutsche Reichsbahn hatte 1926 eine Quotierung der Aufträge eingeführt, die LHW hatten mit 14 % daran mit Abstand den größten Anteil. Diese Quote wuchs durch die folgenden Übernahmen auf 23 %. Die LHW stellten in einer eigenen Abteilung Dieselmotoren her, wie eine Anzeige aus dem Jahr 1927 zeigt.
Im Jahr 1928 folgte die Fusion der Unternehmen Waggon- und Maschinenfabrik AG vorm. Busch, Bautzen, der Sächs. Waggonfabrik Werdau AG in Werdau und der Linke-Hofmann-Werke Aktiengesellschaft, Breslau, unter der neuen Firma Linke-Hofmann-Busch-Werke Aktiengesellschaft. Die Sächsische Waggonfabrik Werdau AG war 1907 aus der 1876 gegründeten Wagenfabrik Schumann in Werdau hervorgegangen.
Die Produktion der ehemaligen J. P. Goossens, Lochner & Co., Brand bei Aachen, wurde 1928 stillgelegt. Ebenfalls 1928 wurde nach Erwerb aller Aktien, die zur Waggonfabrik Werdau gehörten, die Zwickauer Fahrzeugfabrik, vorm. Schumann AG stillgelegt. Die Norddeutsche Waggonfabrik in Bremen-Hastedt wurde 1929 übernommen und 1930 stillgelegt. Der Lokomotivbau wurde 1929 eingestellt und die Lokbauquote der Reichsbahn an Krupp und Henschel & Sohn verkauft. Weiter wurden 1930 die Aktienmehrheit der Waggonfabrik Gebr. Schöndorff AG in Düsseldorf, und 1931 die Mehrheit des Aktienkapitals der Hannoverschen Waggonfabrik Akt. Ges. erworben. Dafür wurden 1931 das ehemalige Werk Herbrand in Köln-Ehrenfeld stillgelegt, ebenfalls 1931 die Fabrikation des Werkes in Werdau eingestellt. Produktionsstätten und Büroräume wurden zum Teil verpachtet an das Werdauer Nachfolgeunternehmen Fahrzeugbau Schumann GmbH.
Im Jahr 1934 wurde die Linke-Hofmann-Busch-Werke Aktiengesellschaft in Teilunternehmungen aufgegliedert. Linke-Hofmann-Busch lief unter Aktiengesellschaft für Waggonbau-Werke, Berlin als Dachgesellschaft weiter. Als neue Betriebsgesellschaften entstanden:
die Linke-Hofmann-Busch-Werke Aktiengesellschaft, Breslau und die Waggon- und Maschinenfabrik Aktiengesellschaft vorm. Busch, Bautzen.
Die Dachgesellschaft wurde 1936 bereits wieder aufgelöst.
1934 wurde die Maschinenfabrik H. Füllner, Warmbrunn, an die Maschinenfabrik Wagner & Co. aus Köthen verkauft, 1935 die Abteilung Maschinenbau der Linke-Hofmann-Werke an die Fahrzeug- und Motoren-Werke (FAMO) in Breslau. Auch die Aktienmehrheit an der Düsseldorfer Waggonfabrik (vormals Gebr. Schöndorff) wurde 1935 an die Waggonfabrik Uerdingen verkauft. Das verbliebene Unternehmen stellte seine Leistungsfähigkeit mit der Lieferung der ersten Fahrzeuge der DR-Baureihe ET 171 für die S-Bahn in Hamburg 1939 unter Beweis. Der Zweite Weltkrieg hatte auch Auswirkungen auf das Fertigungsprogramm: 1940 wurde in Breslau eine große Montagehalle (180 × 80 m) für Güterwagen erstellt. Die Belegschaft arbeitete hier im Taktverfahren und stellte etwa 36 Wagen pro Tag fertig. Die deutsche Wehrmacht erklärte Breslau 1945 zur Festung, was zu weitgehender Zerstörung der vorhandenen Industrieanlagen aber auch der Stadt führte.

## 1925 bis 1935: Raupenschlepperbau in Breslau
Wie viele Hersteller rollenden Materials wandte sich auch LHB Mitte der Zwanzigerjahre dem Bau von Kraftfahrzeugen zu und beschloss, Raupenschlepper zu bauen. Als Konstrukteur engagierte man Paul Stumpf. LHB wurde Anfang der 1930erjahre der bedeutendste Raupenschlepperhersteller im Deutschen Reich (vor Hanomag und Stock) und konnte diesen Platz auch bis zum Verkauf des Werkes an den Junkers-Konzern im Jahr 1935 halten. In den Jahren 1926 bis 1935 entstanden bei LHB rund 1400 Raupen.

### „Stumpf-Raupe“
Der erste Raupenschlepper, Typ A, nach seinem Konstrukteur auch „Stumpf-Raupe“ genannt, erschien in einigen Probestücken im Frühjahr 1926, die bis August gründlich getestet wurden. Der Serienbau begann 1927. Der rahmenlose Schlepper war in Blockbauart mit Laufrollenkästen ausgestattet ausgeführt, wog leer 3 t und hatte einen 50-PS-Benzol-Motor von Kämper. Neuartig war das mit zwei Lenkstöcken bediente Cletrac-Doppeldifferential-Lenksystem. Das Getriebe (von LHB) hatte drei Vorwärtsgänge und einen Rückwärtsgang. Das Kettenlaufwerk jeder Seite bestand neben hinterem Antriebs- und vorderem Führungsrad aus vier paarweise zusammengefassten Lauf- und zwei Stützrollen. Auf Wunsch gab es zusätzlich Riemenscheibe und Seilwinde. In dieser Art wurde der Schlepper bis 1928 gebaut.

### Typ F
Im Jahr 1928 löste der Typ F die Stumpf-Raupe ab. Typ F hatte ein etwas geändertes Laufwerk mit auf jeder Seite vier symmetrisch angebrachten Laufrollen und nur noch einer Stützrolle, untergebracht in einem jetzt hoch geschlossenen Laufrollenkasten. Neben dem bisherigen wurde auch ein neuer von LHB selbst hergestellter "Leichtdiesel"-Motor eingebaut. Statt der Lenkstöcke gab es jetzt ein Lenkrad.

### Rübezahl
1929 löste der größere und schwerere Typ „Rübezahl“ den Typ F ab. Das nach der Sagengestalt – die, so die Mär, vor allem schuldlos in Not geratenen Menschen half – benannte Fahrzeug hatte einen neuen jetzt 55 PS leistenden Dieselmotor und 5 statt 4 Laufrollen auf jeder Seite. Die Laufrollenwerke waren am Getriebekasten in drehbar gelagerten Schwingachsen befestigt. Zeitweise waren verschiedene andere Motoren lieferbar (Sechszylinder mit 85 PS, Mercedes-Benz OM 63 mit 55 PS), die Leistung des Standard-LHW-Motors konnte 1935 auf 60 PS gesteigert werden. Der „Rübezahl“ wurde unter der Regie des Nachfolgers FAMO bis Ende 1944 weitergebaut und blieb der Haupttyp des Werkes.

### Boxer
Eine leichtere und kleinere Kettenzugmaschine, die 1933 herauskam, erhielt den Namen „Boxer“. Das gegenüber dem Rübezahl verkürzte Fahrgestell hatte 4 Laufrollen. Der 5-Liter-Dieselmotor leistete 40, später 42 PS. 1933 wurde das Fahrzeug auch kurzzeitig mit 50-PS-Kämper-Motor angeboten. Auch der Boxer wurde unter der Regie des Nachfolgers Famo bis Ende 1944 weitergebaut, erreichte indessen nicht die Stückzahlen seines großen Bruders.

### Neubeginn nach 1945
Am neuen Standort Salzgitter begann LHB 1949 mit dem Bau eines leichten Radschleppers, der von Kögel Traktoren entwickelt worden war und einen Henschel-Motor besaß. Bis 1951 entstanden etwa 400 Stück dieses LHS 25 genannten Traktors.
1950 erschien der LHS35, eine etwas größere Variante mit MWM-Motor, ferner 1951 der LHS 50, von letzterem wurden jedoch nur Prototypen gebaut, bevor LHB 1951 den Bau von Radschleppern einstellte.

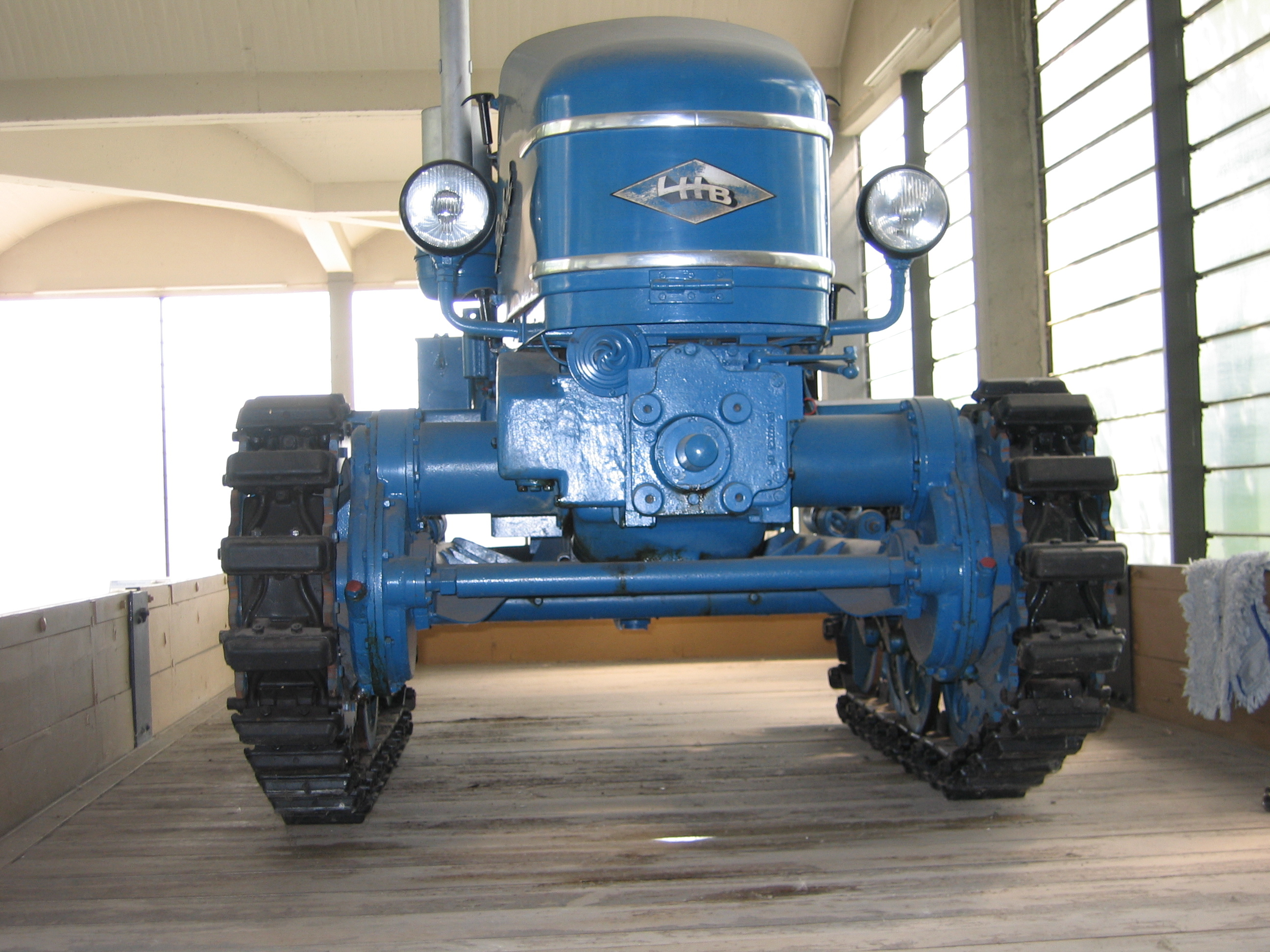
Raupenschlepper LHB Robot (25 PS; 1951 bis 1958 hergestellt)

Man wollte sich wieder auf Raupenschlepper konzentrieren und engagierte Ernst Kniepkamp, der 1940 das NSU Kettenkrad entwickelt hatte. Dieser entwarf eine Kleinstraupe mit dem Kettenkrad sehr ähnlichem Schachtellaufwerk als Fahrwerk. Die Raupe erhielt -wie schon der Typ F- das bewährte Lenkrad mit Cletrac-Doppeldifferential-Lenkgetriebe. Der Motor stammte von Primus und wurde von MODAG in Darmstadt in Lizenz gebaut. Von 1951 bis 1958 (oder 1960?) wurden bei LHB rund 400 Stück dieses „Robot“ genannten Fahrzeugs gebaut, ehe man jegliche Schlepperfabrikation endgültig aufgab.

### Technische Daten
Nachfolgend eine Übersicht über die technischen Daten der einzelnen Varianten:
| Typ          | Fahrgest- | Bauj.    | Gew.(kg)  | Motor    | Zylinder | Bo/Hub  | cm³   | PS/min  |
| ------------ | --------- | -------- | --------- | -------- | -------- | ------- | ----- | ------- |
| Stumpf       | Raupe     | 1926–28  | 2800–3100 | Kämper   | 4        | 103/166 | 5530  | 50/1200 |
| F            | Raupe     | 1928–29  |           | LHB      | 4        | 115/165 | 6850  | 50/1200 |
| Rübezahl     | Raupe     | 1929–31  | 3200–3900 | FAMO     | 4        | 125/175 | 8586  | 55/ .   |
| Rübezahl     | Raupe     | 1930     | 5500      | FAMO     | 6        | 120/170 | 11530 | 85/1200 |
| Rübezahl     | Raupe     | 1932–35  | 4700      | FAMO     | 4        | 125/175 | 8586  | 60/1150 |
| Rübezahl     | Raupe     | ca. 1933 |           | DB OM63  | 4        | 125/170 | 8345  | 55/1100 |
| Boxer        | Raupe     | 1932–35  | 3500      | FAMO     | 4        | 105/145 | 5022  | 42/1250 |
| Boxer        | Raupe     | 1932–33  | 4300      | Kämper   | 4        | 100/142 | 5022  | 40/1250 |
| Boxer        | Raupe     | 1933     |           | Kämper   | 4        | 110/160 | 5022  | 50/1150 |
| LHS 25       | Rad       | 1949–51  | 1390      | Henschel | 2        | 90/125  | 1590  | 20/1800 |
| LHS 25       | Rad       | 1950–52  | 1450      | Henschel | 2        | 90/125  | 1590  | 22/2000 |
| LHS 35       | Rad       | 1950–51  | 2050      | MWM      | 2        | 110/150 | 2850  | 30/1500 |
| LHS 50       | Rad       | 1951     | 1980      | Henschel | 4        | 90/125  | 3180  | 50/1800 |
| LHR 25 Robot | Raupe     | 1951–60  | 2100      | MODAG    | 2        | 105/120 | 2077  | 25/1800 |

## 1945 bis 1958, getrennte Entwicklung in Ost und West
Der Ausgang des Zweiten Weltkrieges führte zum Verlust der Werke in Breslau und Bautzen, im Westen Deutschlands gab es jedoch einen Neuanfang. Daraus gingen insgesamt drei Unternehmen, eines im Westen und je eine Gesellschaft in Polen und der DDR hervor:
Nach 1945 wurde zwischen der Linke-Hofmann-Werke AG und der Waggon- und Maschinenfabrik AG vorm. Busch einerseits und der 1939 als Rüstungsbetrieb gegründeten Stahlwerke Braunschweig GmbH andererseits ein Interessengemeinschaftsvertrag geschlossen und 1949 besiegelt. Die Stahlwerke Braunschweig hatten 1941/42 in Salzgitter-Watenstedt sechs Produktionshallen errichtet. In zwei unbeschädigten Hallen war 1945 auf britische Initiative hin die Reparatur von Güterwagen aufgenommen worden. Daraus entwickelte sich der größte private Waggon-Instandsetzer in der Bizone. Ab 1946 wurden in einer weiteren Halle auch Lokomotiven instand gesetzt. Zum Aufbau der Werke wurden mehrere hundert ehemalige Arbeiter der Deutschen Reichsbahn, die aus den Ostgebieten geflohen oder vertrieben waren, eingesetzt. Aufgrund dieses Abkommens stellten die Stahlwerke Braunschweig ihre Fertigungseinrichtungen zur Verfügung, während die Linke-Hofmann-Busch-Gruppe ihren Namen, ihre Lizenzen und ihre Erfahrungen auf dem Gebiet des Fahrzeugbaues der Interessengemeinschaft zur Nutzung überließ. Ab 1950 wurden in Watenstedt produzierte Neubaufahrzeuge unter der bekannten Firmierung LHB ausgeliefert. Die Stahlwerke Braunschweig wurden 1950 in Fahrzeug- und Maschinenbau Watenstedt GmbH (FAMAS) umbenannt. Der Salzgitter-Konzern übernahm 1957/58 alle Anteile an LHB und löschte die Firma im Handelsregister. Anschließend wurde 1958 die FAMAS umbenannt und dieses Unternehmen unter dem alten traditionsreichen Namen Linke-Hofmann-Busch GmbH Salzgitter-Watenstedt als reine Waggonbaufabrik betrieben.
Das Werk Breslau wurde polnisches Staatseigentum und firmierte ab 1953 als PAFAWAG. Nach dem politischen Umbruch und der Auflösung des RGW kaufte Adtranz 1997 die Breslauer Fabrik auf. Seitdem Bombardier Transportation im Jahr 2001 neuer Eigentümer wurde, lautete der offizielle Firmenname Bombardier Transportation Polska. 2021 übernahm Alstom Bombardier Transportation, seitdem firmiert das Werk unter Alstom Pojazdy Szynowe Sp. z o.o.
Die Werke Bautzen und Werdau wurden zunächst unter dem Namen LOWA (Lokomotiv- und Waggonbau) betrieben. 1952 wurde aus dem Werk Werdau das Kraftfahrzeugwerk „Ernst Grube“ Werdau, heute SAXAS Nutzfahrzeuge Werdau AG. Das Werk Bautzen, ab 1953 VEB Waggonbau Bautzen, ging 1990 infolge der Privatisierung des Kombinats Schienenfahrzeugbau in der Deutsche Waggonbau AG auf, die seit 1998 ebenfalls zu Bombardier gehört. Heute ist das Werk Bautzen auf Stadt- und Straßenbahnen spezialisiert.

## 1958 bis 1989, Linke-Hofmann-Busch in Salzgitter
Die trotz aller Schwierigkeiten günstige Entwicklung der Unternehmensgemeinschaft trug wesentlich zur Lösung der großen Probleme im durch die deutsche Teilung entstandenen Grenzgebiet bei. Die Famas gab ihre anderen Fertigungszweige auf. Das Ergebnis der Interessengemeinschaft war 1958 die Gründung der Linke-Hofmann-Busch GmbH (LHB) als Teil der Salzgitter-Gruppe. Das Werk wurde unter diesem alten und traditionsreichen Namen als reine Waggonfabrik betrieben. Auch in den Kesselwagenbau stieg das Unternehmen ein, am 18. Juni 1962 war die Übergabe der ersten Heizöl-Kesselwagen. Ein neues Verwaltungsgebäude wurde 1965 errichtet, gleichzeitig entstand ein Werksmuseum. Unter der Führung der Linke-Hofmann-Busch GmbH fand 1974 die Entwicklung eines europäischen Standardreisezugwagens statt, dieser wurde jedoch nie gebaut, beeinflusste aber die Neuentwicklung verschiedener europäischer Reisezugwagen maßgeblich. So lieferte LHB anschließend einen Teil der Bpmz-Wagen der Deutschen Bundesbahn aus. Ebenfalls federführend war die Gruppe bei der Entwicklung der ICE-1-Hochgeschwindigkeits-Mittelwagen, dafür wurde eine neue Halle für die Fertigung von Aluminium-Rohbauten in Betrieb genommen.

## 1989 bis 1996, Umstrukturierungen nach der Wende
Zum 1. Oktober 1989 kaufte Preussag die Muttergesellschaft Salzgitter AG. Damit war die Linke-Hofmann-Busch GmbH ebenfalls Teil des Preussag-Konzerns. Nach dem Fall der Berliner Mauer und Öffnung der Grenzen zur DDR wurden mehrere Verträge zur engen Zusammenarbeit mit dem VEB Kombinat Schienenfahrzeugbau der DDR, zu dem auch das Werk des ehemaligen Unternehmens Busch in Bautzen gehörte, geschlossen. 1990 wurde eine neue Reparaturhalle in Salzgitter errichtet. Am 11. September des Jahres erfolgte der Roll-out der ersten ICE-Fahrgast- und Servicewagen für den Hochgeschwindigkeitsverkehr, eine Woche später (18. September) die Übergabe des 2000. Neubau-Güterwagens an Transwaggon.
Die fortgesetzte Umstrukturierung der Preussag führte 1994 zum Verkauf von 51 % der Anteile der Linke-Hofmann-Busch an GEC-Alsthom. Die Entwicklung und der Bau neuer Fahrzeuge in Salzgitter gingen indes weiter: Am 7. November 1995 erfolgte die Lieferung des ersten Zuges für die Kopenhagener S-Bahn, 21. November 1996 die Lieferung der neuen S-Bahn DB-Baureihe 474 für die Hamburger S-Bahn. Die Linke-Hofmann-Busch wurde 1996 als einer der ersten Schienenfahrzeughersteller nach der EG-Öko-Audit Verordnung zertifiziert. Im Jahr darauf übernahm am 13. Juni GEC-Alsthom die restlichen 49 % Anteile der Linke-Hofmann-Busch.
Die Aktien dieses Konzerns, bisher ein Joint-Venture von GEC Ltd. und Alcatel, wurden am 22. Juni an der Börse platziert. GEC Ltd. und Alcatel verkauften den größten Teil ihrer Aktien.

## Nach 1996, Alstom
Der Konzern wurde 1998 in Alstom umbenannt, die Linke-Hofmann-Busch firmierte seitdem als Alstom LHB.
Die Zusammenarbeit mit Transwaggon brachte im Mai 2003 die Übergabe des 5000. Neubau-Güterwagens mit sich. Im Frühjahr 2006 wurde das erste Zweisystemfahrzeug der Baureihe 474.3 für die Hamburger S-Bahn geliefert. Es waren die ersten deutschen S-Bahn-Fahrzeuge, die sowohl mit Gleichstrom aus seitlicher Stromschiene als auch mit Wechselstrom aus der Oberleitung fahren können. Seit April 2009 firmiert das Unternehmen als Alstom Transport Deutschland GmbH – der Name Linke-Hofmann-Busch ist somit nach 170 Jahren Unternehmensgeschichte verschwunden; die Adresse Linke-Hofmann-Busch-Straße 1 in Salzgitter erinnert noch an die Geschichte der Firma an diesem Standort.

## Standorte
Neben dem Werk in Salzgitter hat sich Alstom seit 2010 auch im ehemaligen Ausbesserungswerk Braunschweig eingemietet. Hier werden vor allem Triebwagen gewartet. Daneben gibt es den Alstom Lokomotiven Service (ALS) im ehemaligen Ausbesserungswerk Stendal. In Stendal werden u. a. Diesellokomotiven modernisiert und gewartet. Als Stützpunkt für Süddeutschland und die Schweiz dient die Werkstatt der SWEG in Waibstadt, die diese nicht mehr benötigt.
Tochterunternehmen der Alstom Transport Deutschland GmbH ist die Alstom Drives GmbH (vormals Bombardier Transportation (Propulsion and Controls) Germany GmbH) mit Sitz des operativen Geschäftes in Hennigsdorf bei Berlin. Die Alstom Drives GmbH bietet die Entwicklung, Konstruktion, Herstellung und den Vertrieb von Motoren, Getrieben und Antriebssystemen aller Art und deren elektronischen Komponenten für Schienenfahrzeuge; die Entwicklung und Vermarktung von Know-how auf den vorstehend genannten Gebieten; die Durchführung von Servicedienstleistungen wie Revisionen, Reparaturen, Rekonstruktionen, Ersatzteilversorgung, Weiterentwicklungen sowie Erprobungs- und anderen Dienstleistungen im Zusammenhang mit den vorgenannten Angaben an.

## Produkte
- Straßenbahnwagen verschiedener Typen
- Modernisierung von Tatra-Straßenbahnwagen für Magdeburg und Leipzig, Typ T4D und T6A2
- Niederflur-Straßenbahnwagen NGT8D/ST13/ST14 (eingesetzt in Magdeburg, Darmstadt, Braunschweig und Gera)
- Stadtbahnwagen TW 3000 (Konsortialpartner Vossloh Kiepe)
- Regionalstadtbahnwagen RegioCitadis
- mit Konsortialpartner Bombardier:
  - U-Bahn-Wagen DT2, DT3, DT4, DT5
  - S-Bahn DB-Baureihe 423, 422 und 430
  - S-Bahn DB-Baureihe 474
  - S-Bahn DB-Baureihe 490
- S-Bahn-Fahrzeuge für S-tog Kopenhagen mit kurvengesteuerten Einzelradsatzfahrwerken, Konsortialpartner für E-Technik Siemens
- DART-Triebzüge (Dublin Area Rapid Transit, Dubliner S-Bahn)
- Wagenkästen für BART San Francisco (1990er Jahre)
- Regionaltriebwagen VT 2E
- Regionaltriebwagen Coradia LINT und iLINT
- Regionaltriebwagen Coradia LIREX
  - Regional und S-Bahn-Triebzüge Coradia Nordic
  - Regional und S-Bahn-Triebzüge Coradia Continental
- Regionaltriebwagen Coradia Stream
- Doppelstock-Triebwagen Coradia Duplex
- Güterwagen aller Art

## Auszeichnungen
Alstom Transport Deutschland ist im Jahr 2014/2015 für die Entwicklung der Hybrid-Rangierlokomotive H3 und im Jahr 2018/2019 für die Entwicklung des mit Wasserstoffantrieb ausgerüsteten Coradia iLint mit dem Innovationspreis des Privatbahn Magazin ausgezeichnet worden.